# Монастир єронімітів
Монастир Жіронімуш (порт. Mosteiro dos Jerónimos, МФА: [muʃˈtɐjɾu duʃ ʒɨˈɾɔnimuʃ]; англ. Monastery of the Hieronymites) або Монастир єронімітів — колишній монастир католицького Ордену єронімітів в районі Белен, Лісабон, Португалія. Найбільша пам'ятка португальського архітектурного стилю мануеліно. Рішення про спорудження було прийняте 1459 року португальським королем Мануелом І, а дозвіл наданий Папою Римським Олександром VI наступного 1496 року. Будівництво тривало протягом 1501—1520 і 1550—1601 років; воно велося на кошти португальської корони, отримані в ході великих географічних відкриттів, зокрема торгівлі азійськими спеціями. 28 грудня 1833 року уряд секуляризував монастир і передав Лісабонському дому благочестя. З XX століття весь монастирський комплекс є власністю Португальської республіки. У 1836—1966 роках в монастирі розташовувався Національний пантеон. 1983 року він визнаний пам'яткою Світової спадщини ЮНЕСКО разом із Беленською (Вифлеємською) баштою. У західному крилі монастиря розташований Національний археологічний музей, що завідує монастирським комплексом.

## Назва
- Монасти́р єронімі́тів, Єронімі́тський монасти́р (порт. Mosteiro dos Jerónimos) — скорочена назва.
- Вифлеємський (Беленський) монастир святої Марії (порт. Mosteiro de Santa Maria de Belém) — офіційна назва.
- Вифлеємська (Беленська) парафіяльна церква (порт. Igreja Paroquial de Belém)
- Церква святої Марії (порт. Igreja de Santa Maria)

## Історія
- 1834: Розпуск релігійних орденів у Португалії
- 26 вересня 1836: засновано Національний пантеон, який розмістився у будівлях монастиря.
- 1 грудня 1966: Національний пантеон перенесено до Церкви святої Енграції.
- 13 грудня 2007: в монастирі в ході саміту лідерів країн-членів Європейського союзу був підписаний Лісабонський договір.

## Сучасний стан
Зараз в західному крилі споруд монастиря розміщено:
- Національний археологічний музей
- Морський музей

## Галерея

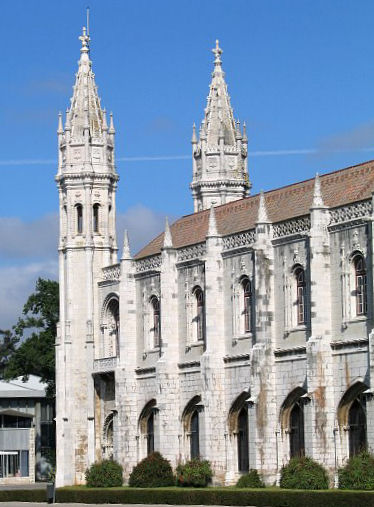
Церква
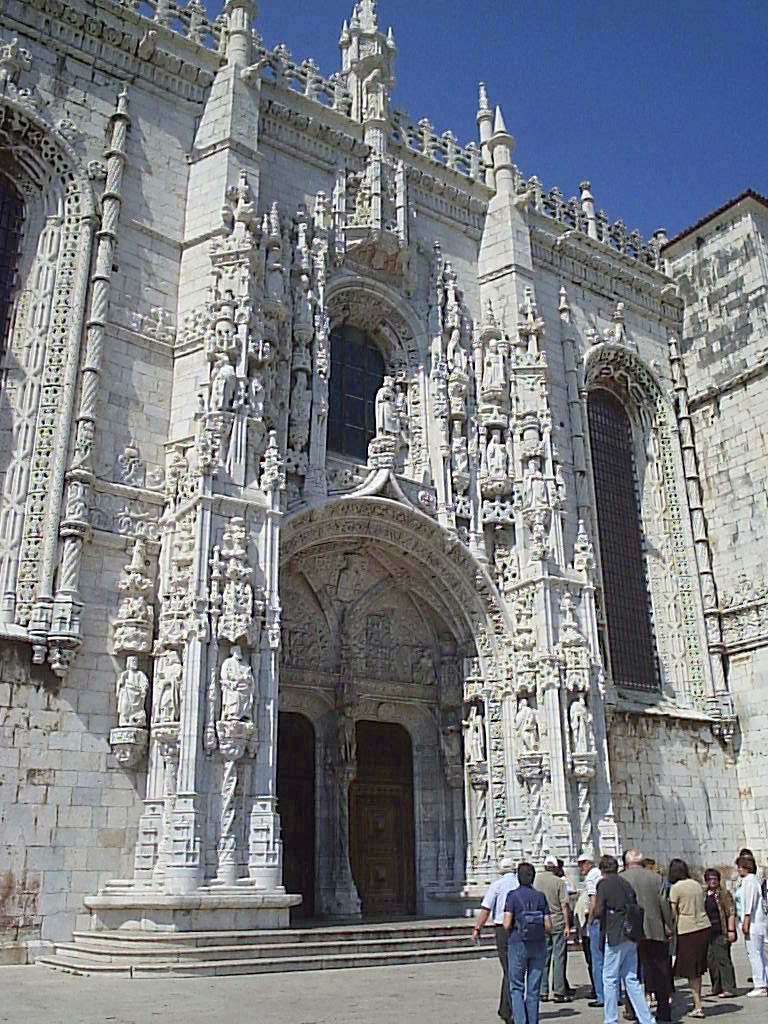
Південний портал
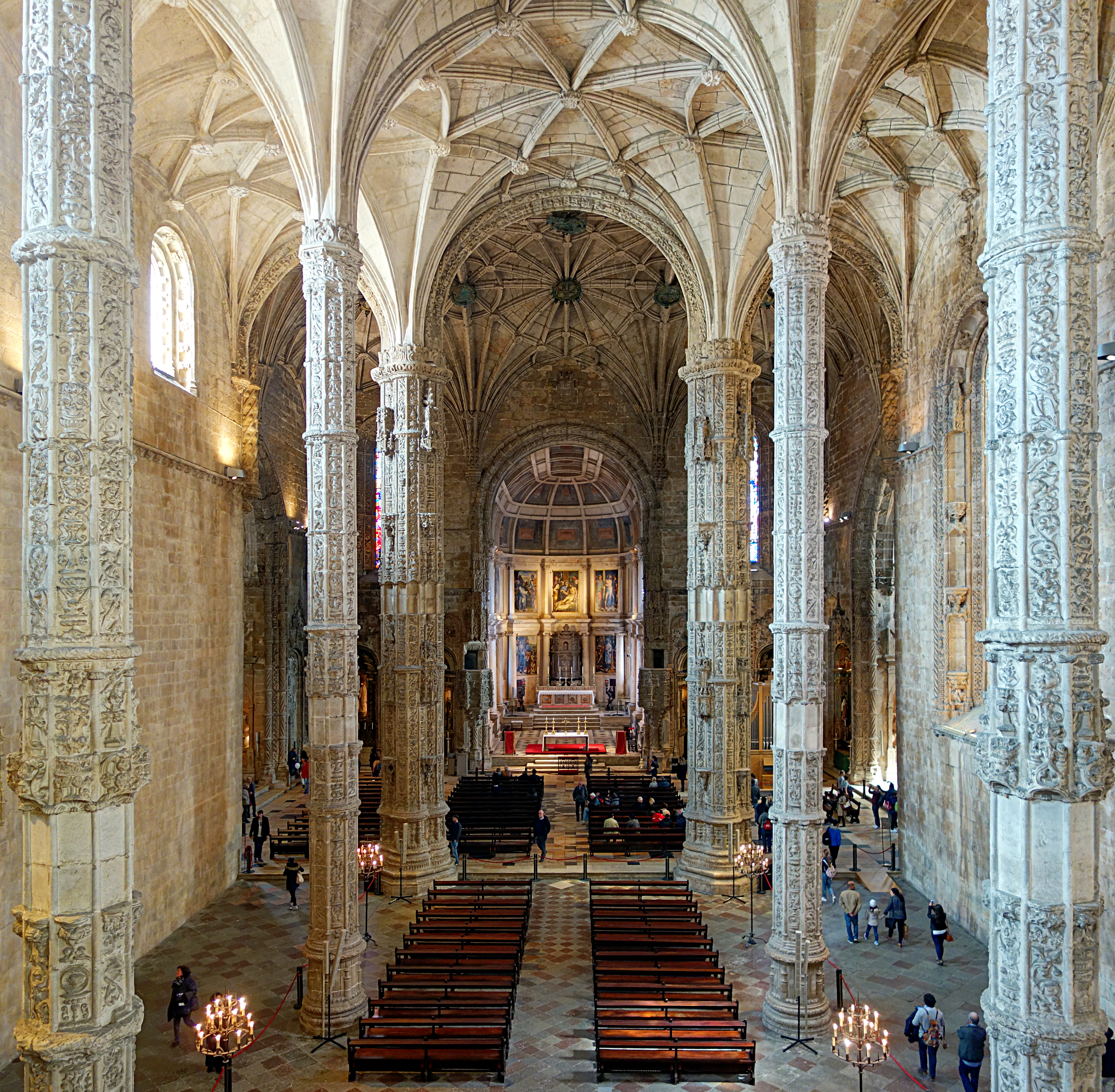
Інтер'єр церкви
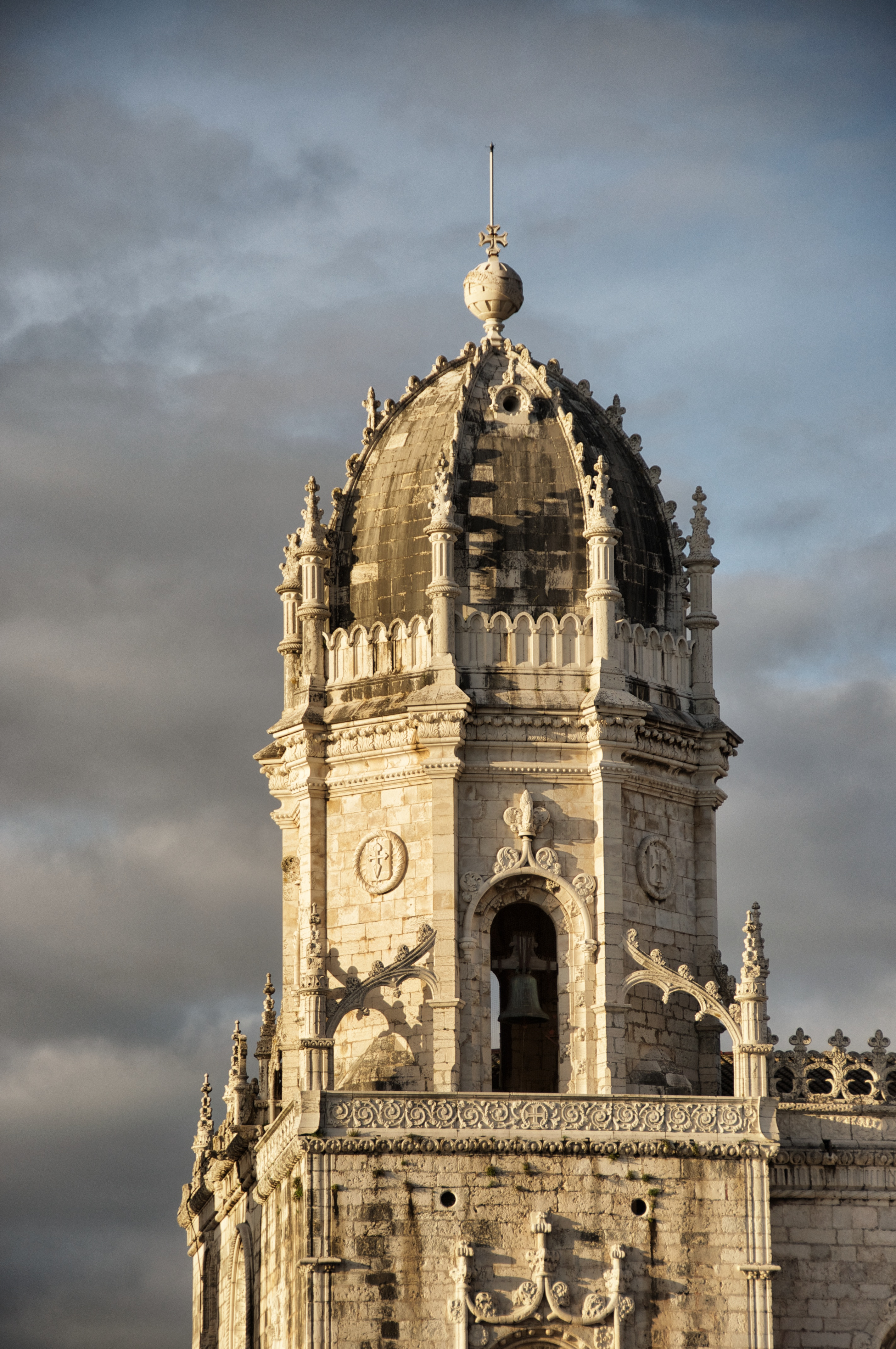
Дзвіниця
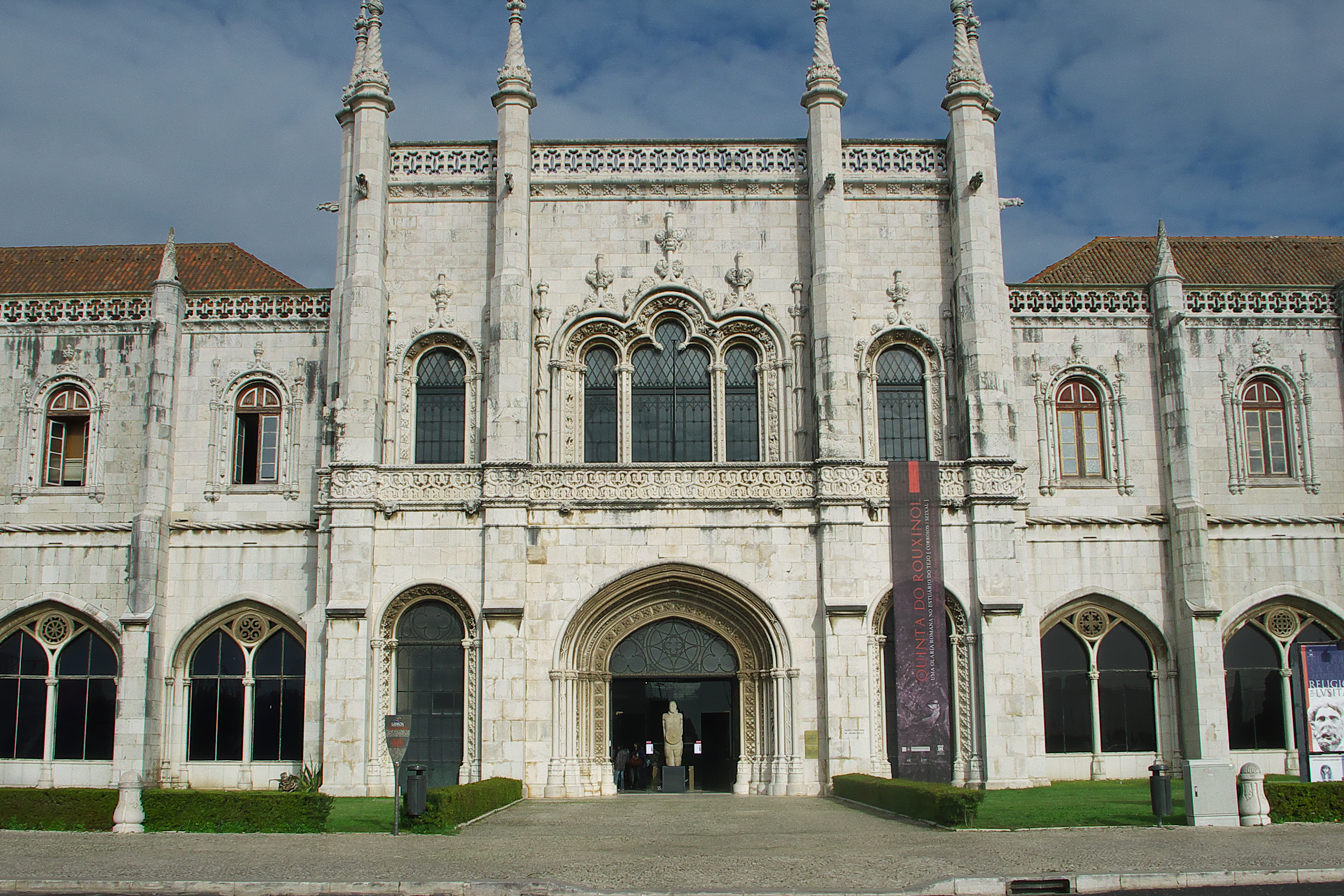
Гуртожиток
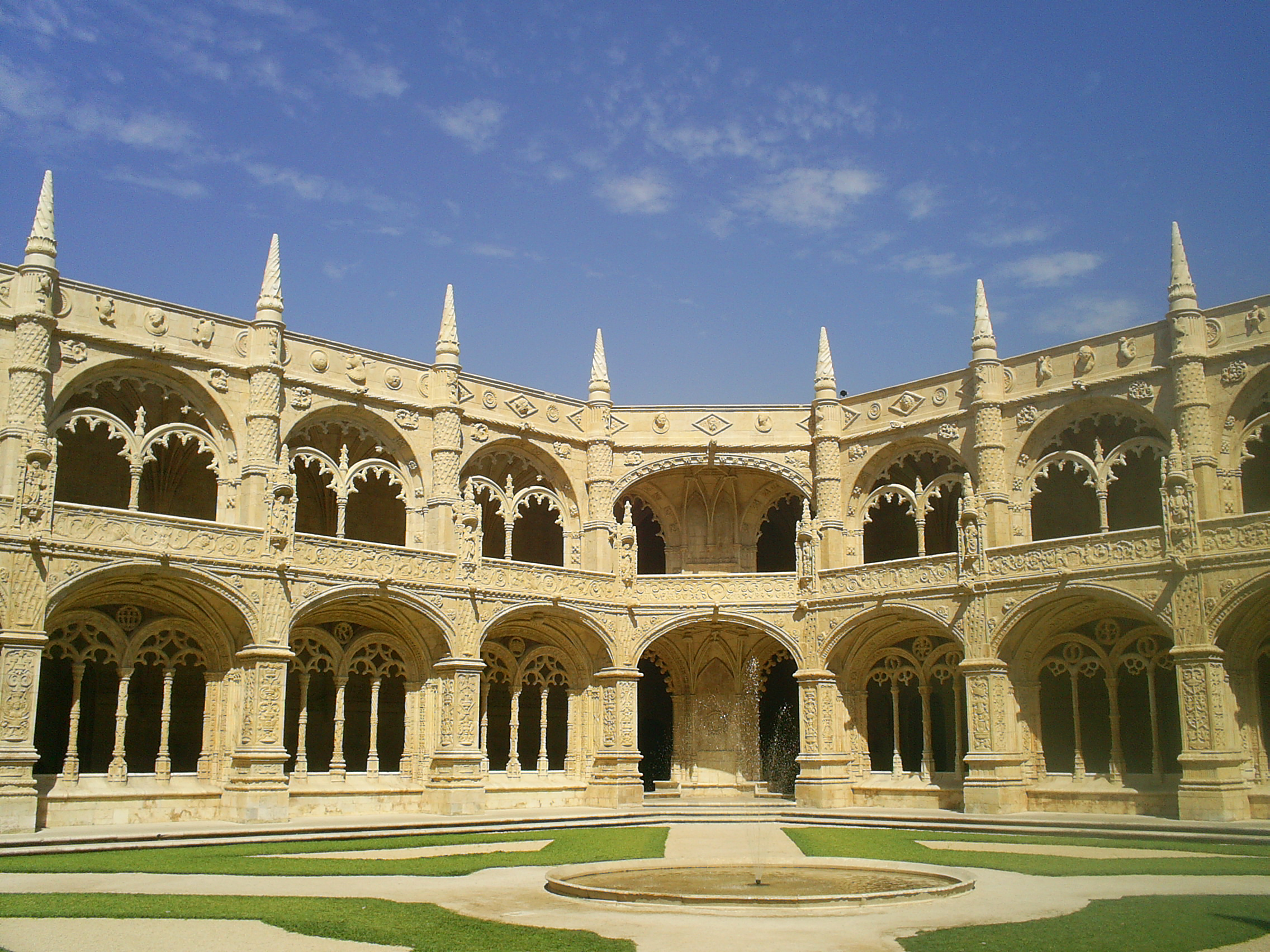
Клуатр
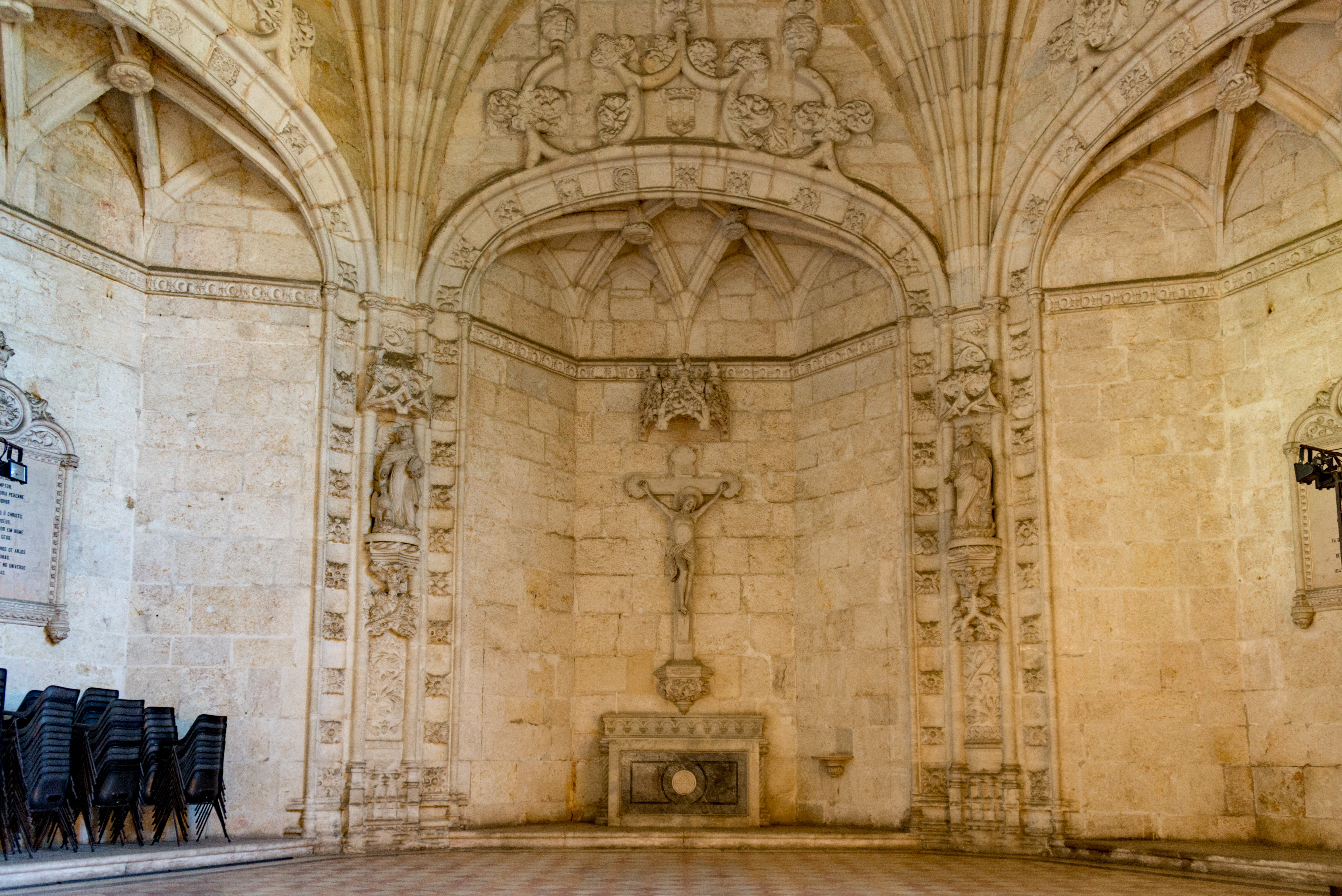
Капітуларій
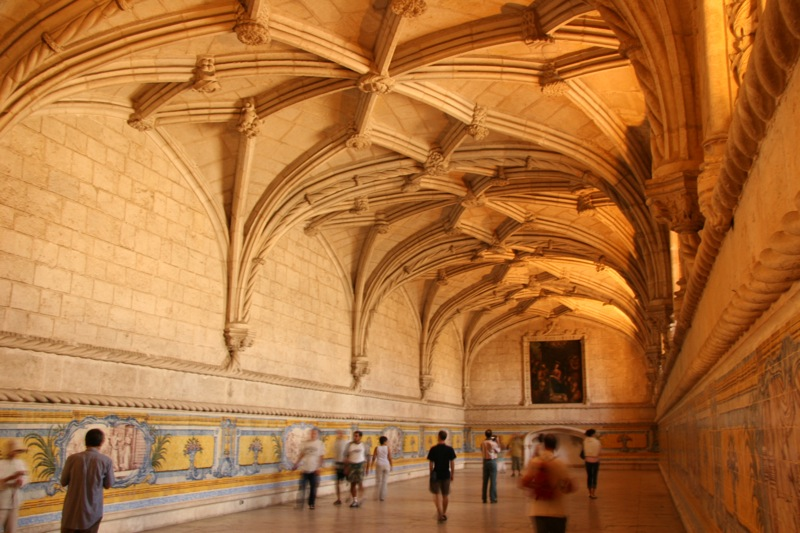
Трапезна

## Усипальниці
У монастирі поховані видатні португальці: королі Мануел I, Жуан III, Енріке; Васко да Гама, Камоенш та Фернандо Пессоа. 

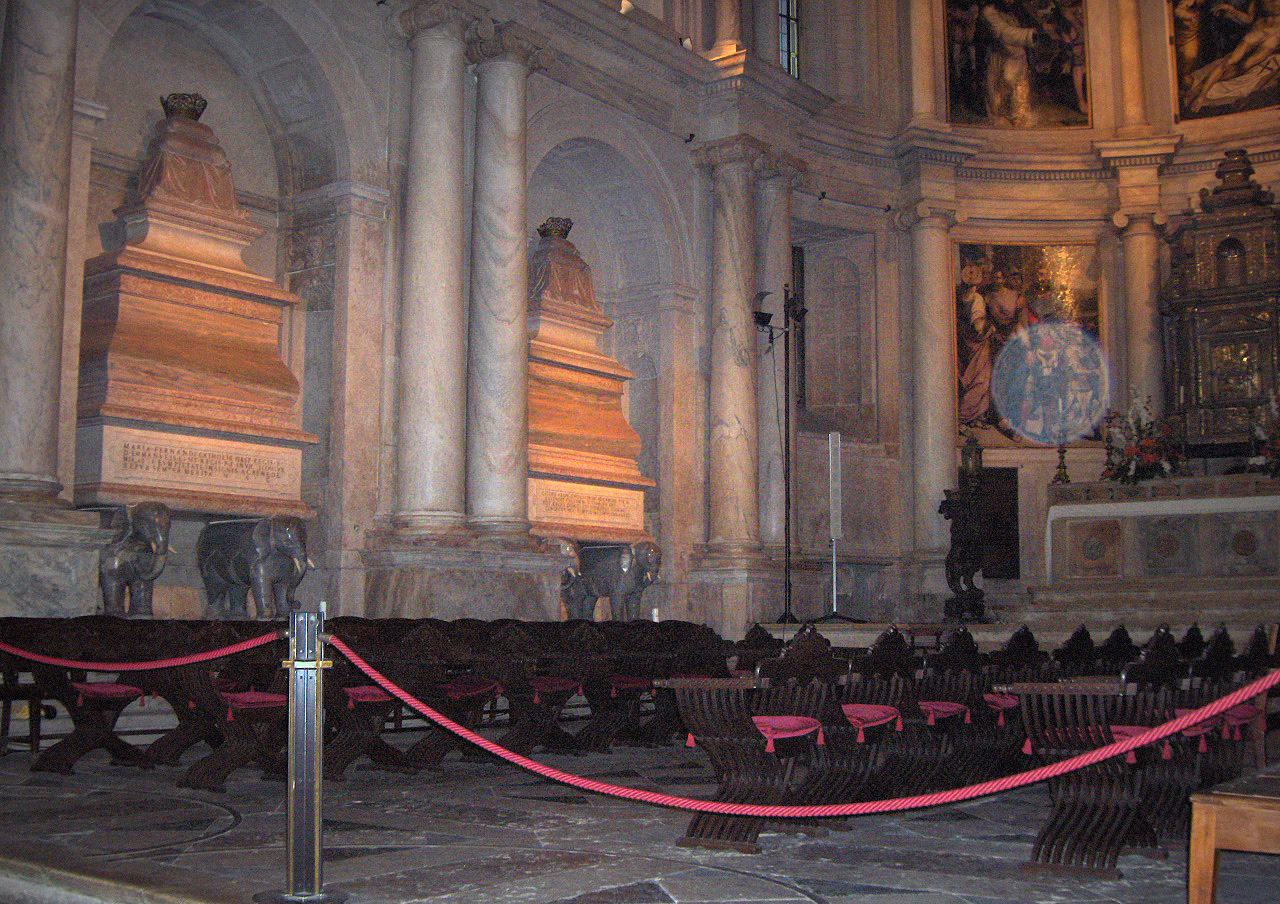
Король Мануел і королева Марія
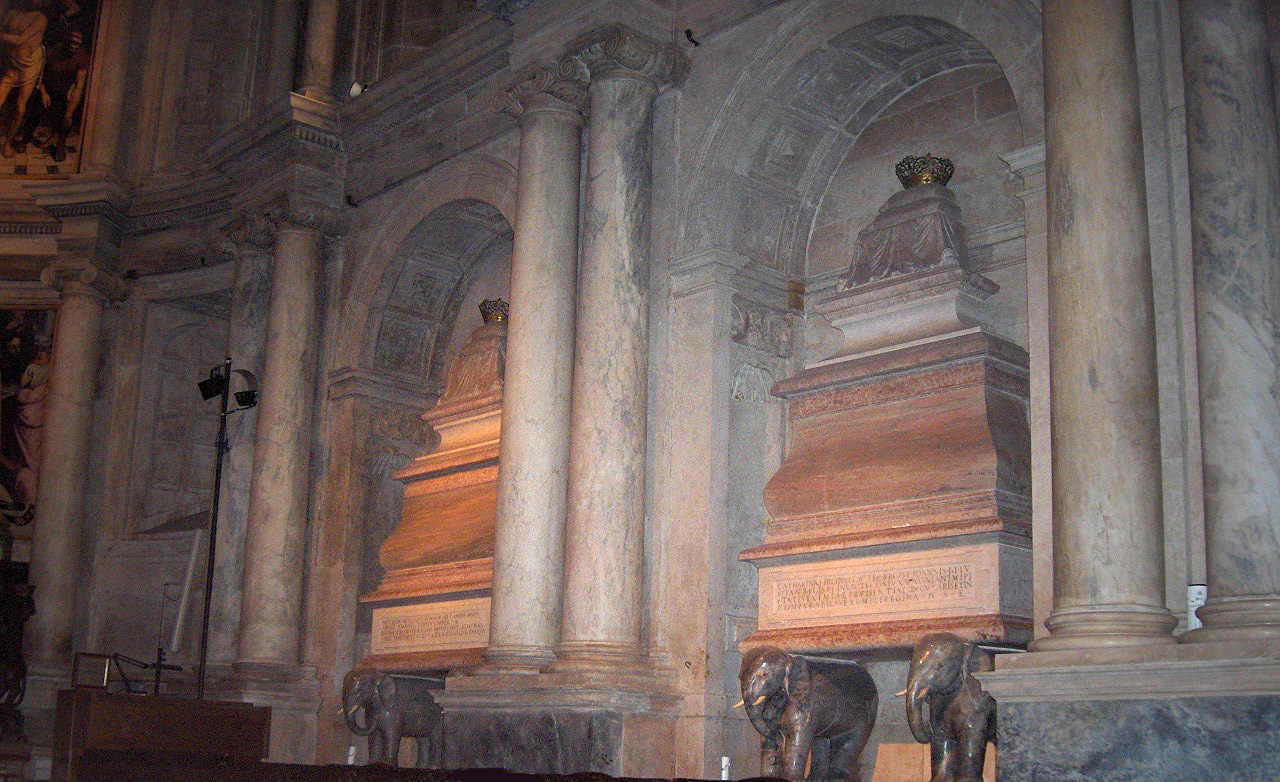
Король Жуан III і королева Катерина
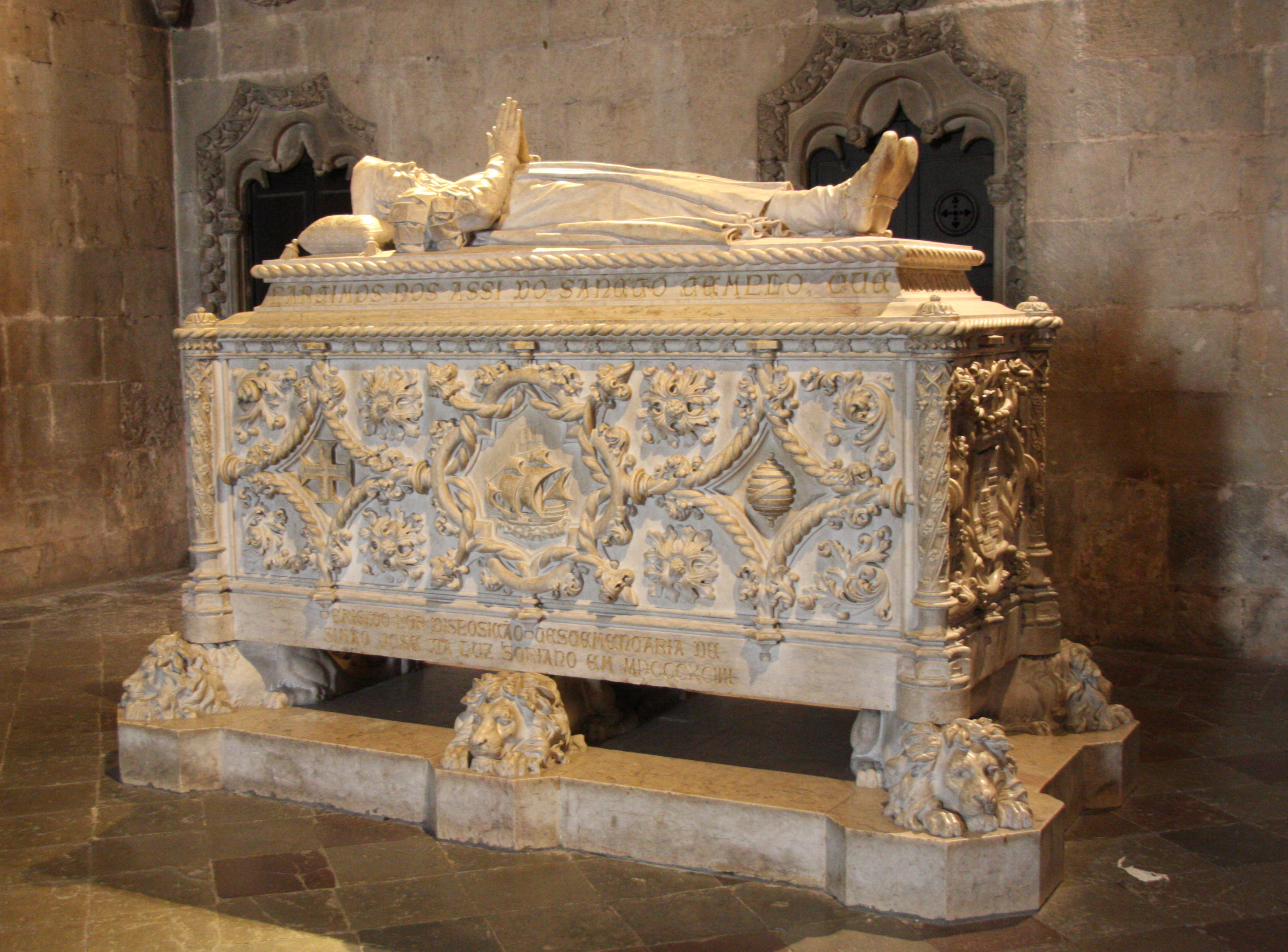
Васко да Гама
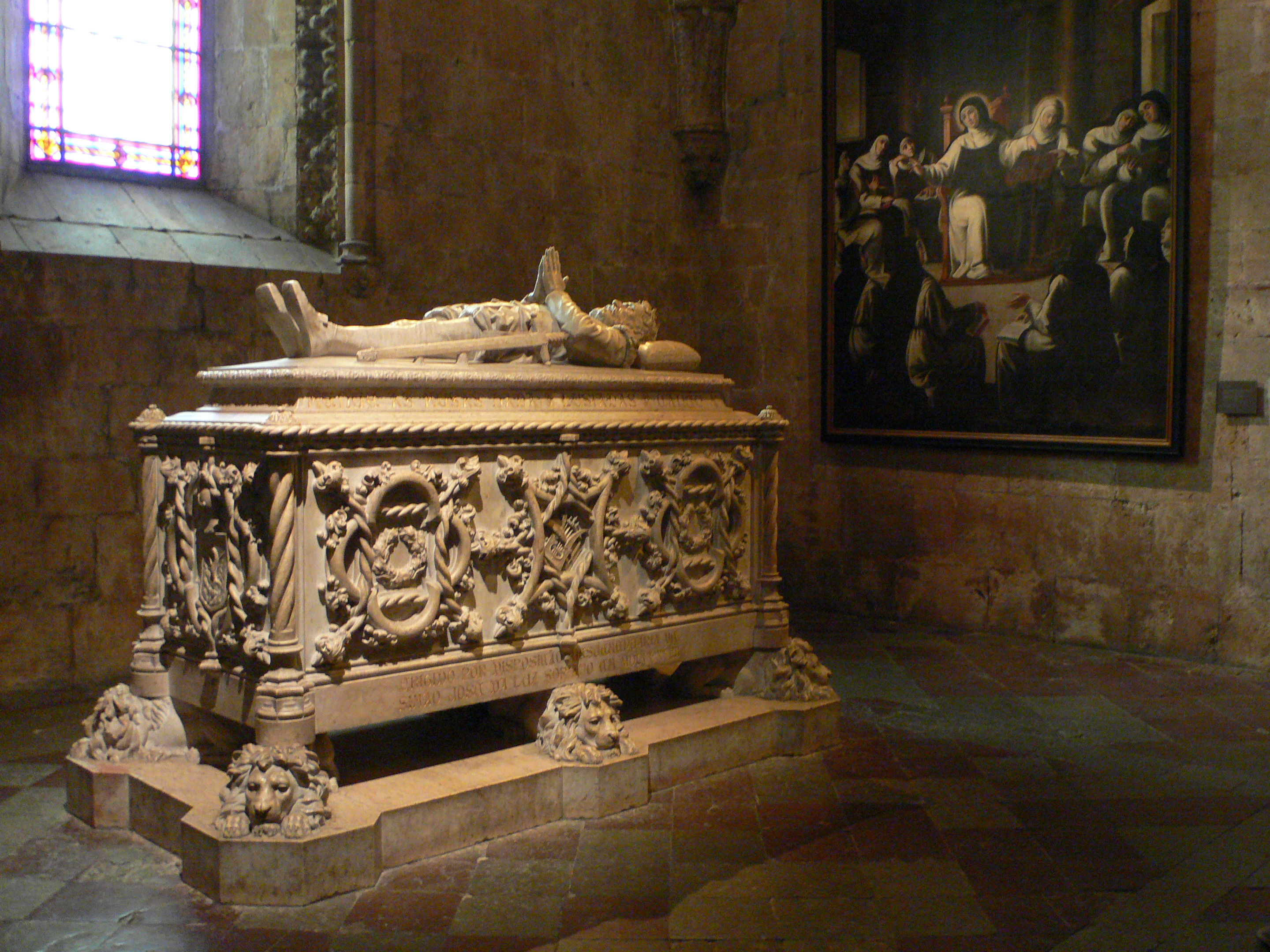
Луїш де Камоенш
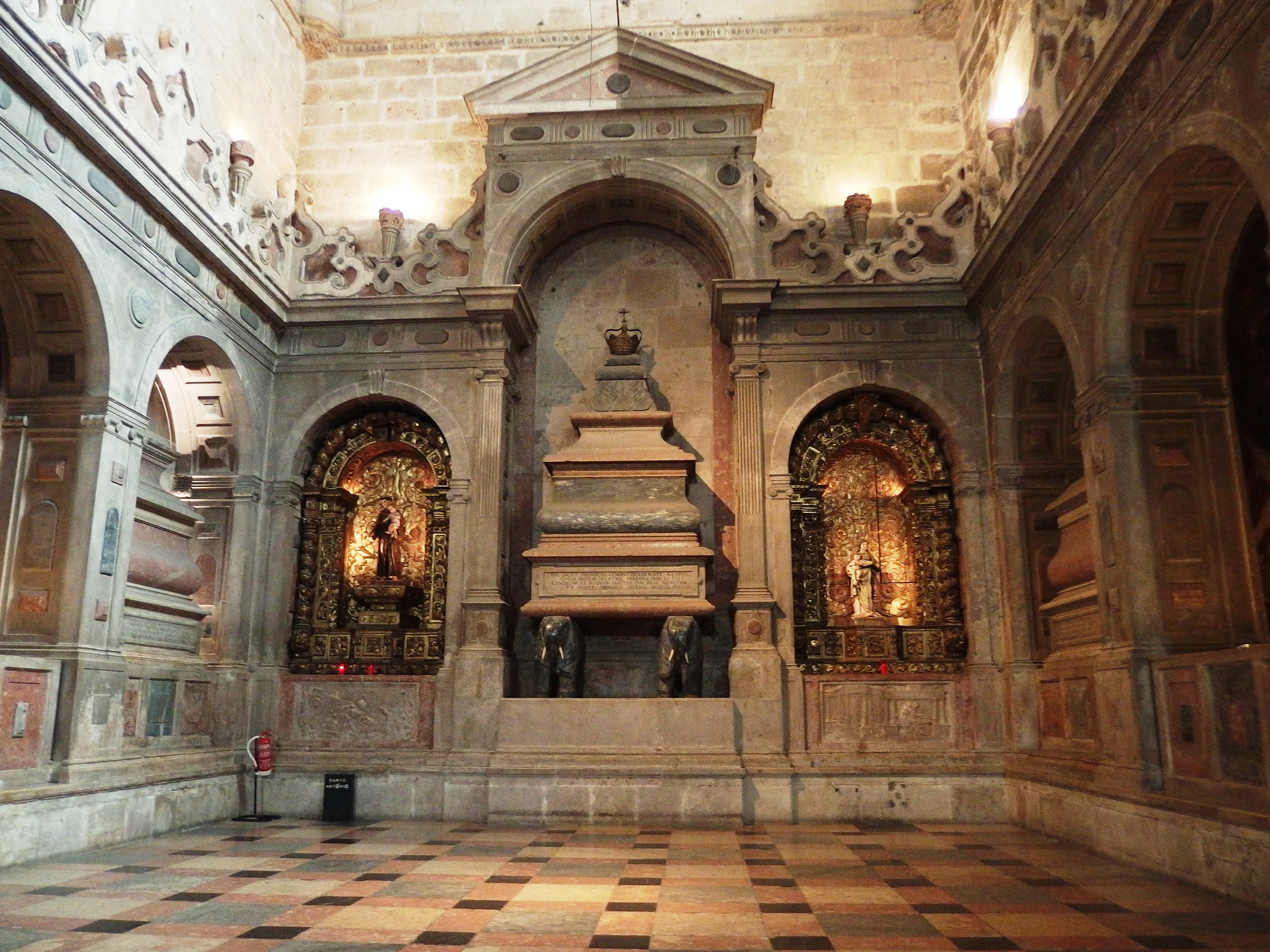
Енріке

- Дуарте (архієпископ Бразький)
- Жуан III (1502—1557), король Португалії (1521—1557)
- Жуан-Мануел (1537—1554), принц Португальський (1539—1554)
- Себаштіан (1554—1578), король Португалії (1557—1578)